# Ronald Keller
Ronald (Ron) Keller (Bussum, 27 maart 1958) is een Nederlands econoom en voormalig ambtenaar en diplomaat. Hij was onder meer ambassadeur namens Nederland in Oekraïne, Rusland, Turkije en China. In 2017 vertrok hij bij het ministerie van Buitenlandse Zaken. Sindsdien is hij werkzaam als consultant en spreker over geopolitieke zaken.

## Levensloop
Keller doorliep tijdens zijn middelbareschooltijd het Atheneum B van het Goois Lyceum te Bussum. In 1976 ging hij economie studeren aan de Universiteit van Amsterdam. Hij studeerde af in 1983 en kwam vervolgens in 1984 als beleidsadviseur en persoonlijk assistent van de minister in dienst van het ministerie van Financiën in Den Haag. Vanuit deze functie klom hij op tot directeur Buitenlandse Financiële Betrekkingen.
Van 2005 tot en met 2009 was Keller actief als ambassadeur in Oekraïne. Vervolgens voerde hij deze functie van 2009 tot en met 2013 uit in Rusland en daarna van 2013 tot en met 2015 in Turkije. In december 2015 trad hij aan als ambassadeur in China.
Als ambassadeur in Peking werd Keller in 2016 op non-actief gesteld nadat er een klacht tegen hem was ingediend. Die ging volgens De Telegraaf over een geheime relatie met een Chinese werknemer van de ambassade. Een liefdesrelatie met een Chinese medewerkster had Keller mogelijk kwetsbaar kunnen maken voor chantage. Na deze geruchten vertrok Keller in 2017 bij het ministerie. Het ministerie van Buitenlandse Zaken heeft de relatie niet willen bevestigen. Het departement in Den Haag liet na zijn vertrek weten dat de arbeidsrelatie in goed overleg was beëindigd en hij eervol ontslag heeft gekregen. Ed Kronenburg nam vervolgens Kellers functie als ambassadeur in China over.
Hij treedt geregeld op als commentator over de internationale situatie

## Afbeeldingen

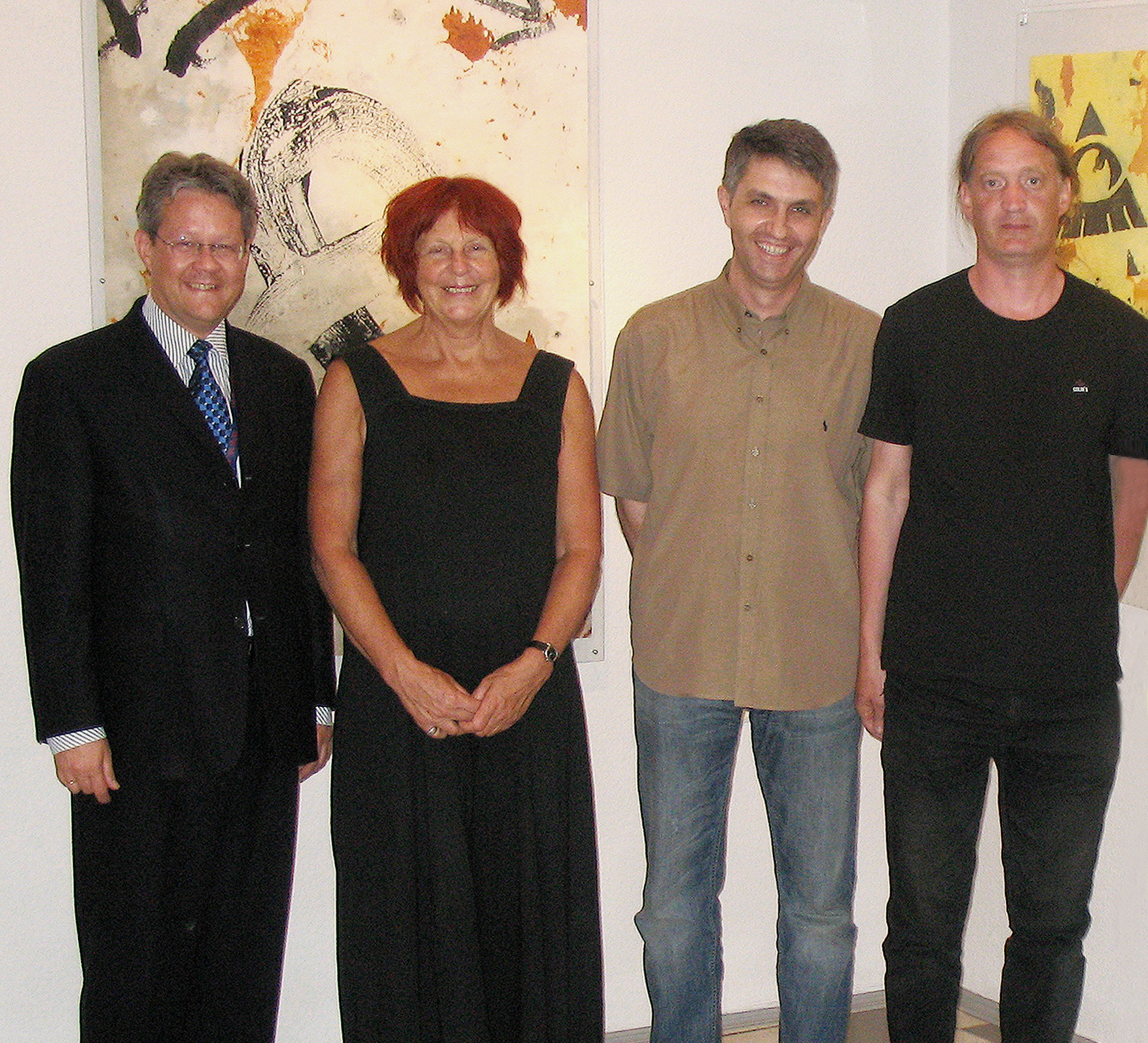
Keller (l) als ambassadeur in Oekraïne bij de opening van een tentoonstelling met kunstenaars Jose van Tubergen, Joeri Kroelikovski en René van Kempen, Kiev (2007)